# Чемпионат СССР по хоккею с шайбой 1987/1988 (составы)
Составы команд, участвовавших в чемпионате СССР по хоккею с шайбой 1987/1988.

## 1. ЦСКА
Вратари: Евгений Белошейкин — 10 (22, 2), Валерий Иванников — 2 (0, 0), Александр Тыжных — 21 (56, 4), Алексей Червяков — 22 (52, 4).

Защитники: Алексей Гусаров — 39 (3+2, 28), Владимир Зубков — 47 (7+3, 13), Дмитрий Камышников — 11 (0+1, 6), Алексей Касатонов — 43 (8+12, 8), Владимир Константинов — 50 (3+6, 32), Игорь Кравчук — 47 (1+8, 12), Игорь Малыхин — 44 (0+1, 28), Сергей Селянин — 21 (2+0, 16), → «Химик»,  Сергей Стариков — 38 (2+11, 12), Игорь Стельнов — 35 (2+4, 12), Вячеслав Фетисов — 46 (18+17, 26).

Нападающие: Павел Буре — 5 (1+1, 0), Вячеслав Быков — 47 (17+30, 26), Михаил Васильев — 22 (6+8, 14), Андрей Виноградов — 3 (1+0, 2), Игорь Вязьмикин — 8 (1+0, 16), Александр Герасимов — 11 (1+5, 0), Евгений Давыдов — 44 (16+7, 18), Валерий Зелепукин — 19 (3+1, 8), Александр Зыбин — 16 (8+3, 0), Валерий Каменский — 51 (26+20, 40), Павел Костичкин — 40 (8+0, 20), Владимир Крутов — 38 (19+23, 20), Игорь Ларионов — 51 (25+32, 54), Сергей Макаров — 51 (23+45, 50), Александр Могильный — 39 (12+8, 14), Сергей Осипов — 15 (2+1, 10), Станислав Панфиленков — 9 (1+0, 0), Сергей Федоров — 48 (7+9, 20), Андрей Хомутов — 48 (29+14, 22), Игорь Чибирев — 29 (5+1, 8).

Главный тренер: Виктор Тихонов.

## 2. «Динамо» Рига
Вратари: Артур Ирбе — 34 (84+2[п.в. пустые ворота], 4), Сергей Наумов — 1 (0, 0), Виталий Самойлов — 21 (76, 2).

Защитники: Константин Григорьев — 50 (2+4, 43), Мартыньш Грундманис — 26 (1+1, 12), Владимир Дурдин — 50 (3+6, 35), Дмитрий Зиновьев — 29 (6+5, 12), Улвис Катлапс — 48 (2+2, 12), Андрей Матыцин — 51 (4+16, 24), Нормунд Сейейс — 23 (0+0, 16), Андрей Таболин — 10 (0+0, 4), Дмитрий Фролов — 51 (7+9, 28), Сергей Чудинов — 50 (2+4, 32).

Нападающие: Игорь Акулинин — 39 (6+1, 12), Александр Белявский — 49 (13+12, 30), Игорь Брезгин — 18 (1+3, 11), Александр Веселов — 9 (1+1, 2), Харий Витолиньш — 30 (3+3, 24), Николай Варянов — 51 (16+10, 42), Олег Знарок — 49 (12+20, 43), Александр Керч — 50 (14+4, 28), Станислав Комаров — 1 (0+0, 0), Владимир Лубкин — 47 (5+5, 19), Игорь Павлов — 33 (4+6, 6), Евгений Семеряк — 46 (14+9, 16), Сергей Скосырев — 50 (16+12, 32), Илмарс Томанс — 21 (1+1, 8), Алексей Фроликов — 48 (24+15, 10), Айнарс Хехтс — 29 (1+0, 18), Владимир Шашов — 50 (14+10, 36), Михаил Шостак — 9 (0+2, 0).

Главный тренер: Владимир Юрзинов.

## 3. «Динамо» Москва
Вратари: Андрей Карпин — 9 (28, 2), Владимир Мышкин — 21 (53, 0), Михаил Шталенков — 25 (72, 0).

Защитники: Зинэтула Билялетдинов — 46 (1+10, 20), Юрий Вожаков — 48 (3+9, 28), Александр Карповцев — 2 (0+1, 0), Олег Микульчик — 48 (7+8, 63), Василий Первухин — 47 (5+4, 10), Евгений Попихин — 48 (2+9, 34), Андрей Пятанов — 33 (0+4, 10), Михаил Татаринов — 30 (2+2, 8), Анатолий Федотов — 48 (2+3, 38).

Нападающие: Анатолий Антипов — 49 (18+18, 34), Николай Борщевский — 37 (11+7, 6), Борис Быковский — 4 (0+1, 0), Герман Волгин — 46 (10+4, 18), Александр Гальченюк — 45 (7+3, 14), Игорь Дорофеев — 40 (11+3, 4), Дмитрий Зинин — 5 (2+0, 0), Владимир Зубрильчев — 49 (16+17, 18), Виталий Карамнов — 2 (0+1, 0), Юрий Леонов — 40 (17+11, 26), Андрей Ломакин — 45 (10+15, 24), Сергей Петренко — 31 (2+5, 4), Сергей Светлов — 35 (12+18, 14), Александр Семак — 47 (21+14, 40), Анатолий Семенов — 32 (17+8, 22), Мисхат Фахрутдинов — 29 (7+7, 8), Сергей Яшин — 47 (13+11, 34).

Главный тренер: Юрий Моисеев.

## 4. «Крылья Советов»
- вр Браташ, Олег Владимирович
- вр Дроздов, Сергей Игоревич
- защ Бондарев, Валерий Николаевич
- защ Канарейкин, Фёдор Леонидович
- защ Курашов, Константин Борисович
- защ Лысенко, Александр Вячеславович
- защ Макаров, Сергей Викторович
- защ Миронов, Дмитрий Олегович
- защ Мурашов, Александр Юрьевич
- защ Подрезов, Вадим Евгеньевич
- защ Смирнов, Андрей Константинович
- защ Страхов, Юрий Николаевич
- защ Терехов, Александр Вячеславович
- нап Авдеев, Иван Иванович
- нап Борисков, Игорь Анатольевич
- нап Гордиюк, Виктор Иосифович
- нап Есмантович, Игорь Вячеславович
- нап Кадыков, Павел Борисович
- нап Кожевников, Александр Викторович
- нап Лебедев, Геннадий Юрьевич
- нап Немчинов, Сергей Львович
- нап Одинцов, Сергей Анатольевич
- нап Потайчук, Андрей Александрович
- нап Пряхин, Сергей Васильевич
- нап Расько, Игорь Владимирович
- нап Ромашин, Игорь Николаевич
- нап Туляков, Игорь Александрович →  «Ижсталь»
- нап Харин, Сергей Анатольевич
- нап Хмылёв, Юрий Алексеевич
- нап Штепа, Евгений Юрьевич
- Главный тренер: Игорь Дмитриев.

## 5. «Спартак»
- вр Голошумов, Сергей Иванович
- вр Дорощенко, Виктор Антонович
- вр Марьин, Алексей Борисович
- защ Бурлуцкий, Олег Викторович
- защ Комиссаров, Олег Викторович
- защ Малахов, Владимир Игоревич
- защ Мартынов, Игорь Юрьевич
- защ Туников, Вадим Гаврилович
- защ Тюриков, Владимир Вячеславович
- защ Фаткуллин, Александр Рафаилович
- защ Фокин, Сергей Викторович
- защ Чистяков, Андрей Алексеевич
- защ Ящин, Юрий Вячеславович
- нап Агейкин, Сергей Николаевич
- нап Болдин, Игорь Петрович
- нап Варнавский, Сергей Валерьевич
- нап Козлов, Алексей Александрович
- нап Коротков, Константин Сергеевич
- нап Курдин, Геннадий Геннадьевич
- нап Макаров, Александр Владимирович
- нап Маринин, Олег Николаевич
- нап Мишуков, Игорь Викторович
- нап Прохоров, Виталий Владимирович
- нап Рожков, Дмитрий Николаевич
- нап Саломатин, Алексей Георгиевич
- нап Тюменев, Виктор Николаевич
- нап Чижмин, Евгений Валентинович
- нап Шепелев, Сергей Михайлович
- нап Шипицын, Юрий Владимирович
- Главный тренер: Борис Майоров.

## 6. «Сокол»
- вр Васильев, Александр Николаевич
- вр Михоник, Павел Петрович
- вр Шундров, Юрий Александрович
- защ Васюнин, Олег Васильевич
- защ Годынюк, Александр Олегович
- защ Горбушин, Сергей Евгеньевич
- защ Доника, Анатолий Григорьевич
- защ Кирик, Владимир Михайлович
- защ Лубнин, Сергей Николаевич
- защ Менченков, Александр Владимирович
- защ Сидоров, Валерий Николаевич
- защ Шахрай, Валерий Петрович
- защ Ширяев, Валерий Викторович
- нап Алипов, Евгений Леонидович
- нап Ботвинко, Валерий Борисович
- нап Давыдов, Сергей Павлович
- нап Земченко, Сергей Владиленович
- нап Куликов, Александр Петрович
- нап Малков, Пётр Александрович
- нап Найда, Анатолий Иванович
- нап Нариманов, Николай Порисламович
- нап Овчинников, Андрей Александрович
- нап Рощин, Евгений Евгеньевич
- нап Свинцицкий, Иван Вячеславович
- нап Сидоров, Андрей Валентинович
- нап Синьков, Олег Владимирович
- нап Степанищев, Анатолий Николаевич
- нап Турышев, Олег Геннадьевич
- нап Христич, Дмитрий Анатольевич
- нап Шастин, Евгений Евгеньевич
- нап Юлдашев, Рамиль Раильевич
- Главный тренер: Анатолий Богданов

## 7. «Трактор»
- вр Баталов, Андрей Игоревич
- вр Королёв, Виктор Валентинович
- вр Мыльников, Сергей Александрович
- защ Алексушин, Владимир Борисович
- защ Викулов, Сергей Юрьевич
- защ Иконников, Геннадий Иванович
- защ Исаков, Константин Александрович
- защ Кулев, Сергей Николаевич
- защ Матушкин, Игорь Витальевич
- защ Парамонов, Сергей Викторович
- защ Тертышный, Сергей Викторович
- защ Тимофеев, Анатолий Григорьевич
- защ Шварёв, Александр Викторович
- нап Баландин, Андрей Иванович
- нап Глазков, Александр Степанович
- нап Гомоляко, Сергей Юрьевич
- нап Евстифеев, Валерий Александрович
- нап Езовских, Павел Павлович
- нап Знарок, Игорь Валерьевич
- нап Иванов, Сергей Иванович
- нап Мальцев, Олег Анатольевич
- нап Пашнин, Сергей Иванович
- нап Попов, Валерий Иванович
- нап Рожков, Александр Егорович
- нап Савчук, Олег Ростиславович
- нап Суханов, Николай Николаевич
- нап Хрущёв, Сергей Николаевич
- нап Чистяков, Анатолий Николаевич
- нап Шадрин, Станислав Юрьевич
- нап Шпигало, Юрий Валентинович
- Главный тренер: Геннадий Цыгуров

## 8. «Химик»
- вр Герасимов, Владимир Александрович
- вр Герасимов, Леонид Фёдорович
- защ Басалгин, Андрей Тимофеевич
- защ Головкин, Александр Анатольевич
- защ Давыдкин, Николай Степанович
- защ Карпов, Сергей Николаевич
- защ Кобзев, Олег Анатольевич
- защ Мусатов, Вадим Юрьевич
- защ Олейник, Валерий Андреевич
- защ Селянин, Сергей Валентинович
- защ Семёнов, Анатолий Алексеевич
- защ Смирнов, Александр Евгеньевич
- защ Яковенко, Андрей Васильевич
- нап Брагин, Валерий Николаевич
- нап Ванин, Николай Анатольевич
- нап Востриков, Сергей Леонтьевич
- нап Галкин, Андрей Алексеевич
- нап Квартальнов, Андрей Вячеславович
- нап Квартальнов, Дмитрий Вячеславович
- нап Клемешов, Юрий Николаевич
- нап Козлов, Вячеслав Анатольевич
- нап Кудяшов, Сергей Игнатьевич
- нап Мальгин, Альберт Александрович
- нап Мариненко, Николай Николаевич
- нап Оксюта, Роман Николаевич
- нап Старковский, Игорь Алексеевич
- нап Титов, Герман Михайлович
- нап Трухно, Леонид Станиславович
- нап Черных, Александр Александрович
- нап Щуренко, Владимир Ильич
- Главный тренер: Владимир Васильев

## 9. СКА Ленинград
- вр Иванников, Валерий Николаевич
- вр Кореньков, Кирилл Витальевич
- вр Привалов, Вадим Николаевич
- вр Черкас, Сергей Михайлович
- защ Гайлик, Юрий Викторович
- защ Евдокимов, Игорь Михайлович
- защ Жуков, Сергей Борисович
- защ Кукушкин, Дмитрий Викторович
- защ Лешко, Владимир Валентинович
- защ Михайлов, Александр Николаевич
- защ Хализов, Святослав Игоревич
- защ Цветков, Дмитрий Николаевич
- защ Черенков, Павел Николаевич
- защ Шенделев, Сергей Викторович
- нап Андреев, Андрей Михайлович
- нап Андреев, Владимир Николаевич
- нап Власов, Игорь Геннадьевич
- нап Дроздецкий, Николай Владимирович
- нап Иванов, Игорь Викторович
- нап Каменев, Василий Вадимович
- нап Кравец, Михаил Григорьевич
- нап Лавров, Вячеслав Васильевич
- нап Лапшин, Сергей Евгеньевич
- нап Маслов, Николай Евгеньевич
- нап Павлов, Евгений Александрович
- нап Панин, Михаил Викторович
- нап Петров, Валерий Валентинович
- нап Сергеев, Сергей Александрович
- нап Тепляков, Сергей Владимирович
- нап Торопченко, Леонид Александрович
- нап Цветков, Сергей Николаевич
- Главный тренер: Валерий Шилов

## 10. «Автомобилист»
- вр Волошин, Юрий Александрович
- вр Семёнов, Александр Сергеевич
- защ Авдеев, Виктор Витальевич
- защ Акулов, Сергей Геннадьевич
- защ Бякин, Илья Владимирович
- защ Велижанин, Павел Григорьевич
- защ Горбунов, Сергей Александрович
- защ Каменский, Александр Константинович
- защ Карцев, Александр Иванович
- защ Коршунов, Андрей Николаевич
- защ Марков, Кирилл Константинович
- защ Мартемьянов, Андрей Алексеевич
- защ Мишенин, Вячеслав Анатольевич
- защ Мухин, Евгений Георгиевич
- нап Анисимов, Алексей Германович
- нап Безроднов, Александр Робертович
- нап Бойко, Эдуард Владимирович
- нап Бойченко, Олег Николаевич
- нап Виноградов, Станислав Александрович
- нап Динисин, Алексей Николаевич
- нап Ерёмин, Владимир Александрович
- нап Кутергин, Виктор Александрович
- нап Лукиянов, Игорь Юрьевич
- нап Малышев, Алексей Владимирович
- нап Мартьянов, Олег Николаевич
- нап Попов, Дмитрий Владимирович
- нап Старков, Олег Николаевич
- нап Тарасов, Анатолий Николаевич
- нап Татаринов, Василий Николаевич
- нап Фёдоров, Юрий Васильевич
- Главный тренер: Александр Асташёв

## 11. «Торпедо» Ярославль
- вр Барун, Михаил Владимирович
- вр Костюхин, Сергей Борисович
- защ Заварзин, Виктор Сергеевич
- защ Казачкин, Евгений Владимирович
- защ Кольцов, Владимир Васильевич
- защ Крючков, Владимир Николаевич
- защ Лукичёв, Сергей Валерьевич
- защ Мисенко, Олег Иванович
- защ Резепов, Александр Ризанурович
- защ Соболев, Андрей Владимирович
- защ Усанов, Сергей Витальевич
- нап Виттенберг, Андрей Борисович
- нап Горшков, Андрей Владимирович
- нап Донсков, Александр Владимирович
- нап Зайцев, Сергей Фёдорович
- нап Затевахин, Дмитрий Юрьевич
- нап Землянский, Андрей Николаевич
- нап Крутов, Виктор Иванович
- нап Львов, Анатолий Львович
- нап Мартынюк, Сергей Станиславович
- нап Обухов, Аркадий Николаевич
- нап Пачкалин, Виктор Николаевич
- нап Шумский, Георгий Михайлович
- нап Яковлев, Юрий Николаевич
- Главный тренер: Сергей Николаев

## 12. «Торпедо» Горький
- вр Воробьёв, Владимир Николаевич
- вр Котомкин, Александр Викторович
- вр Никитин, Юрий Александрович
- защ Голышев, Николай Иванович
- защ Кудрявцев, Олег Викторович
- защ Кунин, Сергей Николаевич
- защ Латин, Лев Николаевич
- защ Пресняков, Михаил Михайлович
- защ Солоненко, Георгий Дмитриевич
- защ Сорокин, Сергей Николаевич
- защ Фёдоров, Юрий Иванович
- защ Федосов, Владимир Иванович
- защ Январёв, Вадим
- нап Варнаков, Михаил Павлович
- нап Васенёв, Александр Вадимович
- нап Водопьянов, Анатолий Николаевич
- нап Горшков, Николай Валентинович
- нап Горюнов, Пётр Станиславович
- нап Еганов, Сергей Дмитриевич
- нап Киреев, Владимир Генрихович
- нап Ковин, Владимир Александрович
- нап Кудимов, Евгений Васильевич
- нап Новосёлов, Сергей Александрович
- нап Рьянов, Вячеслав Серафимович
- нап Скворцов, Александр Викентьевич
- нап Торгаев, Павел Викторович
- нап Шестериков, Сергей Владимирович
- Главный тренер: Валерий Кормаков → Игорь Чистовский

## 13. «Ижсталь»
- вр Карклиньш, Гунтис Янович
- вр Лойферман, Евгений Михайлович
- вр Шатов, Пётр Вячеславович
- защ Амелин, Алексей Викторович
- защ Береснев, Леонид Аркадьевич
- защ Викулов, Сергей Юрьевич
- защ Вологжанин, Сергей Викторович
- защ Камашев, Олег Алексеевич
- защ Логинов, Альберт Леонидович
- защ Маслюков, Константин Николаевич
- защ Тыжных, Сергей Владимирович
- нап Абрамов, Сергей Егорович
- нап Беляевский, Игорь Константинович
- нап Вахрушев, Андрей Геннадьевич
- нап Головков, Владимир Георгиевич
- нап Гросман, Виталий Тимофеевич
- нап Дмитриев, Дмитрий Дмитриевич
- нап Дудин, Владимир Аполлинарьевич
- нап Карпинский, Нормунд Александрович
- нап Круглов, Дмитрий Петрович
- нап Маслов, Владимир Юрьевич
- нап Молчанов, Сергей Леонидович
- нап Орлов, Александр Александрович
- нап Орлов, Игорь Александрович
- нап Попугаев, Андрей Александрович
- нап Федин, Дмитрий Васильевич
- нап Чуев, Александр Сергеевич
- Главный тренер: Николай Соловьёв

## 14. «Торпедо» Усть-Каменогорск
- вр Бородулин, Владимир Ильич
- вр Псарёв, Андрей Геннадьевич
- вр Шимин, Александр Николаевич
- защ Горев, Сергей Владимирович
- защ Грищенко, Алексей Леонидович
- защ Кислицын, Сергей Анатольевич
- защ Локотко, Владимир Владимирович
- защ Лукьянов, Юрий Афанасьевич
- защ Мусатаев, Георгий Александрович
- защ Полищук, Александр Дмитриевич
- защ Соколов, Андрей Павлович
- защ Федорченко, Виктор Ильич
- защ Энгель, Александр
- нап Александров, Борис Викторович
- нап Девятков, Сергей Николаевич
- нап Денисенко, Александр Борисович
- нап Дорохин, Игорь Львович
- нап Ефремов, Владимир Юрьевич
- нап Залипятских, Сергей Геннадьевич
- нап Каменцев, Павел Геннадьевич
- нап Кузнецов, Игорь Михайлович
- нап Могильников, Сергей Петрович
- нап Райский, Андрей Александрович
- нап Сагымбаев, Ерлан Ерлесович
- нап Соловьёв, Андрей Михайлович
- нап Старыгин, Сергей Васильевич
- нап Стрельчук, Владимир Васильевич
- нап Трутнев, Сергей Михайлович
- нап Фукс, Андрей Фёдорович
- нап Фукс, Борис Фёдорович
- Главный тренер: Владимир Гольц